# Ralph DePalma

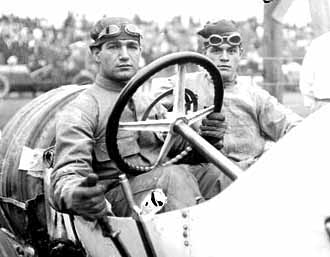
Ralph DePalma en el Trofeo Elgin de 1912

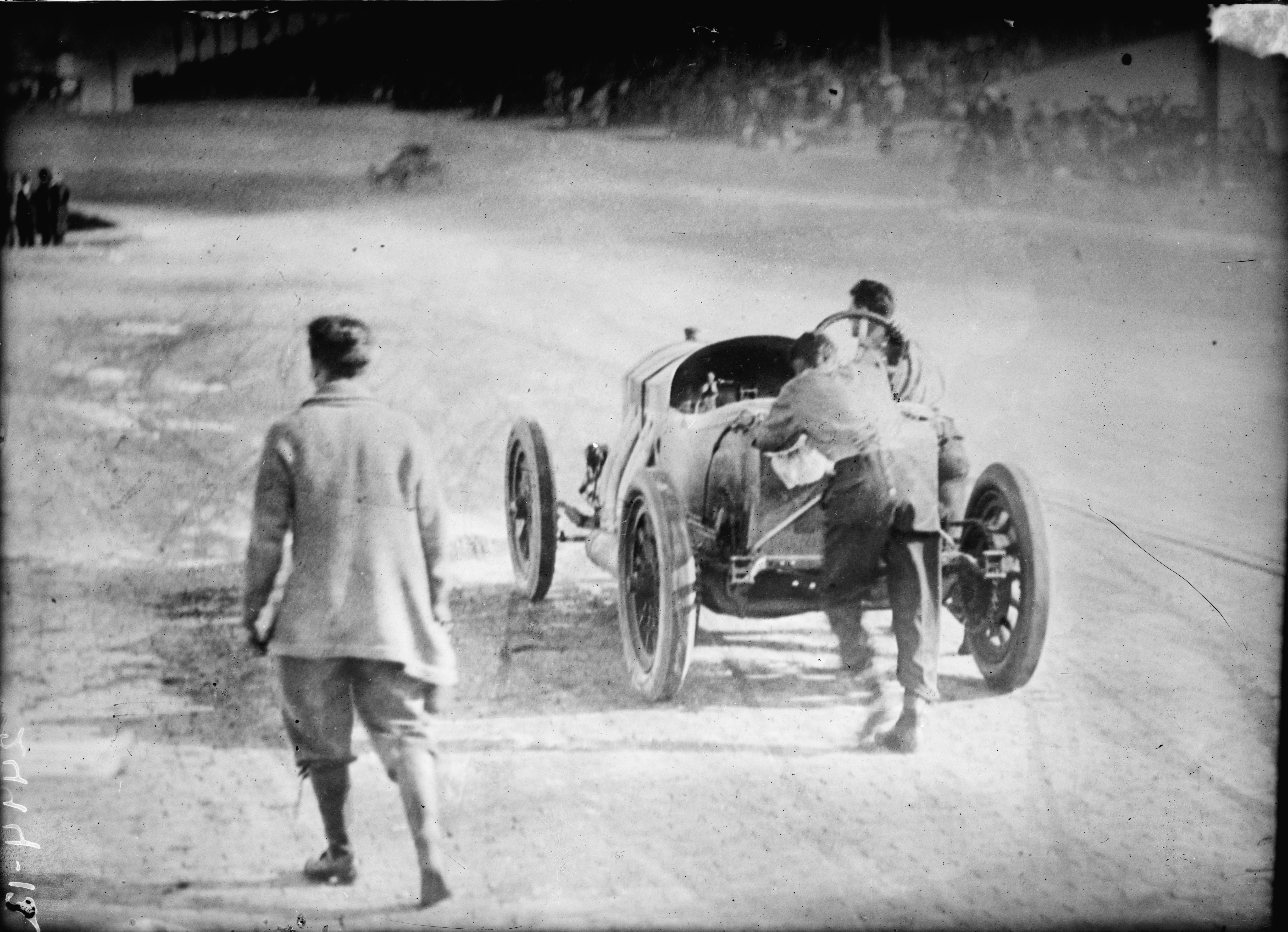
Ralph DePalma empujando su automóvil hacia la línea de meta en las 500 Millas de Indianápolis de 1912

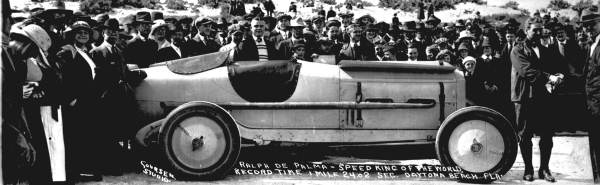
Ralph DePalma y su Packard V-12 con el que batió el récord mundial de la milla en 1919

Ralph DePalma (19 de diciembre de 1882, Biccari, Apulia, Italia – 31 de marzo de 1956) fue un piloto de automovilismo de velocidad italo-estadounidense. Fue ganador de las 500 Millas de Indianápolis de 1915, la Copa Vanderbilt de 1912 y 1914, y el Trofeo Elgin de 1912 y 1914. Asimismo, obtuvo dos veces el Campeonato Nacional de la AAA en 1912 y 1914, totalizando 24 victorias en dicha categoría. Por otra parte, fue campeón nacional de óvalos de tierra de la AAA cuatro veces en 1908, 1909, 1910 y 1911, y campeón canadiense de automovilismo en 1929.
Su familia emigró a Estados Unidos en 1893. Luego de competir en ciclismo y motociclismo, inició su actividad en el automovilismo de óvalos de tierra en 1909.
DePalma lideró 196 de las 200 vueltas de las 500 Millas de Indianápolis de 1912, logrando una ventaja de 11 minutos con respecto al escolta. Sin embargo, su Mercedes tuvo una falla mecánica y se detuvo en la vuelta 198. El piloto y su mecánico Jeffkins empujaron el automóvil un kilómetro para completar la vuelta 199, aunque dicho esfuerzo fue anulado y quedó clasificado en el 11º lugar a una vuelta del ganador.
En el Gran Premio del ACA de 1912, el italiano tuvo un choque en la última vuelta que le requirió permanecer en el hospital durante 11 meses.
DePalma triunfó en la Copa Vanderbilt de 1912 ante Hughie Hughes, y en 1914 ante Barney Oldfield.
En 1919, el italiano batió el récord mundial de velocidad sobre tierra en la milla, logrando un promedio de 241,2 km/h en el circuito playero de Daytona. El piloto resultando segundo en el Gran Premio de Francia de 1921, disputado en el circuito de Le Mans.
Según el obituario publicado por Associated Press, logró 2.557 victorias en  2.889 carreras disputadas en América y Europa.